# Ehemalige Spieler von Atlético Madrid
Das ist eine Liste mit einer Auswahl von ehemaligen Spielern des spanischen Fußballvereins Atlético Madrid.

## Ausgewählte ehemalige Spieler
Stand: 30. Juni 2023
| - Germán „Mono“ Burgos - Thibaut Courtois - Marcel Domingo - David de Gea - Edgardo Madinabeytia - José Francisco Molina - Miguel Reina - Abel Resino - Ubaldo Fillol - Grégory Coupet | - Juan Carlos Aguilera - Juan Carlos Arteche - Isacio Calleja - José Luis Capón - Cosmin Contra - Santi - Jesús Glaría - Diego Godín - Jorge Griffa - Juanma López - Toni Muñoz - Luís Pereira - Marcelino Pérez - Daniel Prodan - Tomás Reñones - Feliciano Rivilla - Miguel Ángel Ruiz - Roberto Solozábal - Tomáš Ujfaluši - Mirsad Hibić | - Arda Turan - Radek Bejbl - Emre Belözoğlu - José Luis Caminero - Diego - Donato - Alberto Fernández - Paulo Futre - Pizo Gómez - Javier Irureta - José Manuel Jurado - Jesús Landáburu - Eugenio Leal - Roberto Marina - Milinko Pantić - Joaquín Peiró - Martin Petrow - Adelardo Rodríguez - Maxi Rodríguez - Mirko Votava - Bernd Schuster - Alfonso Silva - Simão - „Cholo“ Simeone - Juan Vizcaíno - Raphael Wicky | - Sergio Agüero - Luis Aragonés - Rubén „Ratón“ Ayala - Larbi Ben Barek - Enrique Collar - Francisco Campos - Rubén Cano - Henry Carlsson - Diego Costa - Adrián Escudero - Falcao - Diego Forlán - José Eulogio Gárate - Jimmy Floyd Hasselbaink - Jones - Mateja Kežman - Kiko - Roman Kosecki - Leivinha - Mario Mandžukić - Manolo - Ljuboslaw Penew - Gerhard Rodax - Juan José Rubio - Hugo Sánchez - Pruden Sánchez - Luis Suárez - Fernando Torres - José Ufarte - Vavá - Christian Vieri - David Villa |